# 上林村
上林村是中華民國福建省金門縣烈嶼鄉的一個村，位於烈嶼中西部，北與西口村接壤，東與林湖村相鄰，南與上岐村相接，轄中墩、上林、前埔、后井、南塘五個聚落，2023年人口1570人。

## 歷史
明隆慶二年（1568年）隸屬同安縣祥鳳里二十都，清道光十六年（1836年）同安縣設馬巷廳，本村隸屬烈嶼保，民國四年（1915年）金門設縣後隸屬第五都烈嶼保，民國四十二年（1952年）設烈嶼鄉，將中墩、上林、前浦、南塘四個居民點劃設上林村，民國五十四年（1965年）將後井自西井村劃入。